# Pterocaesio
Cá tầm bì hay còn gọi là cá miền (Danh pháp khoa học: Pterocaesio) là một chi cá trong họ cá miền Caesionidae được tìm thấy ở Ấn Độ Dương và Thái Bình Dương. Trong các loài thuộc chi này có loài Pterocaesio chrysozona. (Cá trần bì, cá chàm bì, cá trầm bì, tên thường gọi tiếng Anh: Gold band fusilier, Redtail fusilier, Fusilier, Yellowtail fusilier. Tên gọi tiếng Nhật: Takasago. Tên gọi tiếng Tây Ban Nha: Fusilero cinta dorada) phân bố ở Hồng Hải, Ấn Độ-Thái Bình Dương, Philippin, Inđônêxia, Trung Quốc, Nhật Bản. Việt Nam là có giá trị kinh tế với mùa vụ khai thác quanh năm.

## Các loài
Hiện hành trong chi này ghi nhận các loài sau:
- Pterocaesio capricornis J. L. B. Smith & M. M. Smith, 1963 (capricorn fusilier)
- Pterocaesio chrysozona (G. Cuvier, 1830) (goldband fusilier)
- Pterocaesio digramma (Bleeker, 1864) (double-lined fusilier)
- Pterocaesio flavifasciata G. R. Allen & Erdmann, 2006 (yellowstripe fusilier)
- Pterocaesio lativittata K. E. Carpenter, 1987 (wide-band fusilier)
- Pterocaesio marri L. P. Schultz, 1953 (Marr's fusilier)
- Pterocaesio monikae G. R. Allen & Erdmann, 2008
- Pterocaesio pisang (Bleeker, 1853) (banana fusilier)
- Pterocaesio randalli K. E. Carpenter, 1987 (Randall's fusilier)
- Pterocaesio tessellata K. E. Carpenter, 1987 (one-stripe fusilier)
- Pterocaesio tile (G. Cuvier, 1830) (cá đỏ củ)
- Pterocaesio trilineata K. E. Carpenter, 1987 (three-stripe fusilier)